# Есенлер
„Есенлер“ (на турски: Esenler) е община и околия на град Истанбул, Турция. Разположена е в Европейската част на Турция. Общата ѝ площ е 19 км2. Според данни на Адресната система за регистриране на населението (ABPRS) към 2024 г. населението на „Есенлер“ е 423 625 жители.

## Квартали
Околията е съставена от 17 квартала:
- „15 юли“
- „Атъшаланъ“
- „Бирлик“
- „Давутпаша“
- „Казъм Карабекир“
- „Кемер“
- „Мендерес“
- „Мимар Синан“
- „Намък Кемал“
- „Нине Хатун“
- „Оруч Реис“
- „Туна“
- „Тургут Реис“
- „Фатих“
- „Февзи Чакмак“
- „Чифтехавузлар“
- „Явуз Селим“

## Политика
Кметове на община Есенлер:
| Година | Име                 | Партия | Партия                                 | Изб. акт. |
| ------ | ------------------- | ------ | -------------------------------------- | --------- |
| 1994   | Мехмет Йоджалан     |        | Партия на благоденствието              | 36,32%    |
| 1999   | Мехмет Йоджалан     |        | Партия на добродетелта                 | 39,18%    |
| 2004   | Мехмет Йоджалан     |        | Партия на справедливостта и развитието | 42,11%    |
| 2009   | Мехмет Тефик Гьоксу | 47,34% | Партия на справедливостта и развитието |           |
| 2014   | Мехмет Тефик Гьоксу | 62,30% | Партия на справедливостта и развитието |           |
| 2019   | Мехмет Тефик Гьоксу | 65,04% | Партия на справедливостта и развитието |           |
| 2024   | Мехмет Тефик Гьоксу | 50,46% | Партия на справедливостта и развитието |           |